# Elementare Markoweigenschaft
Die elementare Markoweigenschaft ist in der Wahrscheinlichkeitstheorie eine Eigenschaft von stochastischen Prozessen. Sie ist eine allgemein formulierte Bedingung daran, wie sehr der Prozess von seiner Vergangenheit beeinflusst wird und ermöglicht die Definition von Markowprozessen unter vielfältigen Rahmenbedingungen.

## Definition
Gegeben sei eine Indexmenge {\displaystyle T\subset \mathbb {R} } sowie ein stochastischer Prozess {\displaystyle X=(X_{t})_{t\in T}} mit Werten in {\displaystyle (\Omega ,{\mathcal {A}})} und mit erzeugter Filtrierung {\displaystyle \mathbb {F} =({\mathcal {F}}_{t})_{t\in T}}.
Der Prozess {\displaystyle X} hat die elementare Markoweigenschaft, wenn für jedes {\displaystyle A\in {\mathcal {A}}} und alle {\displaystyle s,t\in T} mit {\displaystyle s\leq t} gilt, dass
{\displaystyle P(X_{t}\in A|{\mathcal {F}}_{s})=P(X_{t}\in A|\sigma (X_{s}))}.

## Interpretation
Aufbauend auf dem bedingten Erwartungswert lässt sich der Term {\displaystyle P(X\in A|{\mathcal {B}})} interpretieren als die beste Vorhersage, die man für das Ereignis {\displaystyle X\in A} angeben kann, wenn man über die Informationen aus {\displaystyle {\mathcal {B}}} verfügt.
Die Filtrierung {\displaystyle {\mathcal {F}}_{s}} enthält nun alle Informationen über den Verlauf des Prozesses von Beginn bis zum Zeitpunkt {\displaystyle s}, die σ-Algebra {\displaystyle \sigma (X_{s})} nur die Informationen über den Zeitpunkt {\displaystyle s}.
Die elementare Markoweigenschaft besagt nun, dass die beste Vorhersage für ein Ereignis sich nicht mit der Informationslage verändert. Egal ob man den gesamten Verlauf bis {\displaystyle s} oder nur den aktuellen Zustand in {\displaystyle s} kennt, die Vorhersage für den weiteren Verlauf des Prozesses wird dadurch nicht verändert. Dies ist die „Gedächtnislosigkeit“ bzw. das „kurze Gedächtnis“, das alle Markowprozesse kennzeichnet.

## Beziehung zur schwachen Markoweigenschaft
Die elementare Markoweigenschaft ist allgemeiner als die Schwache Markoweigenschaft. Diese fordert die Existenz eines Markowkerns, der die Übergangswahrscheinlichkeiten beschreibt. Außerdem fordert sie im Gegensatz zur elementaren Markoweigenschaft, dass die Übergangswahrscheinlichkeiten zeitunabhängig sind, sie wird also nur von homogenen Markowprozessen erfüllt.